# Lee Hwi-hyang
Lee Hwi-hyang (n. 1960) es una actriz surcoreana.

## Carrera
Se unió al concurso de belleza Señorita MBC en 1981, posteriormente debutando como actriz en 1982. Entre sus interpretaciones en dramas más destacables están: Love and Ambition (1987), Forget Tomorrow (1988), Ambitious Times (1990), y The Beginning of Happiness (1996).

## Filmografía

### Series de televisión
| Año     | Título                                       | Rol                                      | Red  |
| ------- | -------------------------------------------- | ---------------------------------------- | ---- |
| 1982    | Chief Inspector                              |                                          |      |
| 1986    | Dew on Every Blade of Grass                  | Baek Sang-hee                            |      |
| 1987    | Love and Ambition                            | Jae-eun                                  |      |
| 1987    | Guests Who Arrived on the Last Train         |                                          |      |
| 1988    | Forget Tomorrow                              | Oh Se-young                              | MBC  |
| 1988    | We Don't Know Either                         |                                          |      |
| 1988    | Blue Season                                  |                                          |      |
| 1989    | Moonlight Family                             | nuera mayor                              |      |
| 1989    | 500 Years of Joseon: Pamun                   | Reina Hyoui                              |      |
| 1990    | Days of the Dynasty                          | Yi Bangja                                | KBS1 |
| 1990    | Ambitious Times                              | Gelsomina                                | KBS2 |
| 1992    | Sweetheart                                   |                                          | KBS1 |
| 1993    | Lovers                                       |                                          | KBS1 |
| 1994    | 너의 뺨에 입맞추리                           |                                          | KBS1 |
| 1994    | Ambition                                     | Kim Ji-won                               | MBC  |
| 1994    | General Hospital                             | Kim Ji-won                               | MBC  |
| 1994    | Daughters of a Rich Family                   | Kwon Il-ryung                            | KBS2 |
| 1995    | Love Formula                                 | Han Cha-sook                             | SBS  |
| 1996    | The Beginning of Happiness                   | Jin Yoo-kyung/Jin Hee-sook               | SBS  |
| 1996    | Meeting                                      | Yoo Kang-ae                              | SBS  |
| 1996    | Dad's Soul                                   |                                          | KBS2 |
| 1997    | One Fine Spring Day                          | Eon-hyang                                | KBS2 |
| 1998    | I Want to Keep Seeing You                    | Park Ja-young                            | SBS  |
| 1998    | As We Live Our Lives                         |                                          | KBS  |
| 1998    | My Mother's Daughters                        | Hyun-ae                                  | SBS  |
| 1999    | KAIST                                        | Lee Hee-jung                             | SBS  |
| 1999    | Love In 3 Colors                             | Kim Sun-young                            | KBS2 |
| 2000    | Secret                                       | Yoon Myung-ae                            | MBC  |
| 2001    | Ladies of the Palace                         | Mercader Jang                            | SBS  |
| 2001    | Beautiful Days                               | Yang Mi-mi/Yang Kyung-hee                | SBS  |
| 2001    | Why Women?                                   | esposa del segundo hijo de la familia Ha | KBS2 |
| 2002    | Sunlight Upon Me                             | Miss Yoon                                | MBC  |
| 2003    | Briar Flower                                 | Ahn Sung-hee                             | KBS1 |
| 2003    | Stairway to Heaven                           | Tae Mi-ra                                | SBS  |
| 2004    | Forbidden Love                               | Shin Soo-jang                            | KBS2 |
| 2004    | Ireland                                      | Kim Boo-ja                               | MBC  |
| 2005    | Spring Day                                   | Oh Hye-rim                               | SBS  |
| 2005    | Pearl Earring                                | Han Sun-jin                              | SBS  |
| 2007    | Ahyeon-dong Madam                            | Sung Mi-sook                             | MBC  |
| 2008    | I Am Happy                                   | Lee Se-young                             | SBS  |
| 2009    | Innocent You                                 | Yoon Soon-hee                            | SBS  |
| 2009    | Loving You a Thousand Times                  | Son Hyang-sook                           | SBS  |
| 2010    | Please Marry Me                              | Song In-sun                              | KBS2 |
| 2011    | I Trusted Men                                |                                          |      |
| 2011    | My Love By My Side                           | Bae Jung-ja                              | SBS  |
| 2011    | Lights and Shadows                           | Song Mi-jin                              | MBC  |
| 2011    | You're Here, You're Here, You're Really Here | Oh Se-ah                                 | MBN  |
| 2012    | Take Care of Us, Captain                     | Yang Mi-hye                              | SBS  |
| 2012    | Here Comes Mr. Oh                            | Lee Ki-ja                                | MBC  |
| 2013    | Two Women's Room                             | Yeo Ok-sun                               | SBS  |
| 2013    | Shining Romance                              | Kim Ae-sook                              | MBC  |
| 2014    | You're Only Mine                             | Jang Young-sook                          | SBS  |
| 2015    | The Family Is Coming                         | Kim Jung-sook                            | SBS  |
| 2015    | Save the Family                              | Bok Soo-ja                               | KBS1 |
| 2016    | Marriage Contract                            | Oh Mi-ran                                | MBC  |
| 2016    | Blow Breeze                                  | Ma Chung-ja                              | MBC  |
| 2017    | The Secret of My Love                        | Wi Seon-ae                               | KBS2 |
| 2021    | Oh My Ladylord                               | Kang Hae-jin                             | MBC  |
| 2022    | Gold Mask                                    | Ko Mi-sook                               | KBS2 |
| 2023-24 | Live Your Own Life                           | Jang Sook-hyang                          | KBS2 |

### Cine
| Año  | Título                    | Rol                                    | Notas                                 |
| ---- | ------------------------- | -------------------------------------- | ------------------------------------- |
| 2006 | Lost in Love              | madre de Yeon-soo                      |                                       |
| 2007 | A Love                    | madre de Sang-woo (cameo)              |                                       |
| 2008 | Humming                   | tía de Mi-yeon (cameo)                 |                                       |
| 2008 | Antique                   | compañera de habitación de White beard |                                       |
| 2009 | Five Senses of Eros       | madre de Lee Jung-ha                   | segmento: "In My End Is My Beginning" |
| 2009 | A Dream Comes True        | (cameo)                                | telecinema                            |
| 2013 | In My End Is My Beginning | madre de Lee Jung-ha                   |                                       |
| 2014 | Confession                | madre de Hyun-tae                      |                                       |

## Teatro
| Título                 |
| ---------------------- |
| North and South DMZ    |
| Daughters of the Earth |
| Private Lives          |
| Dance                  |
| Blood Wedding          |

## Premios y nominaciones
| Año  | Premio                    | Categoría                                                | Nominación                                | Resultado |
| ---- | ------------------------- | -------------------------------------------------------- | ----------------------------------------- | --------- |
| 1981 | Miss MBC Pageant          | Miss June MBC                                            | [NA]: {{{1}}}                             | Ganadora  |
| 1985 | Korea Theater Festival    | mejor actriz                                             | Daughters of the Earth                    | Ganadora  |
| 1988 | MBC Drama Awards          | premio excelencia, actriz                                | Forget Tomorrow                           | Ganadora  |
| 1990 | KBS Drama Awards          | premio alta excelencia, actriz                           | Days of the Dynasty, Ambitious Times      | Ganadora  |
| 1991 | 27th Baeksang Arts Awards | mejor actriz (TV)                                        | Ambitious Times                           | Ganadora  |
| 1996 | SBS Drama Awards          | premio alta excelencia, actriz                           | The Beginning of Happiness                | Ganadora  |
| 1999 | KBS Drama Awards          | premio alta excelencia, actriz                           | Love In 3 Colors                          | Ganadora  |
| 2006 | 43rd Grand Bell Awards    | mejor actriz de reparto                                  | Lost in Love                              | Nominada  |
| 2009 | SBS Drama Awards          | mejor actriz de reparto en dramas                        | Loving You a Thousand Times, Innocent You | Ganadora  |
| 2011 | SBS Drama Awards          | premio alta excelencia, actriz de drama de fin de semana | My Love By My Side                        | Nominada  |
| 2012 | MBC Drama Awards          | premio actuación dorada, actriz                          | Here Comes Mr. Oh, Lights and Shadows     | Nominada  |
| 2016 | 36th MBC Drama Awards     | premio actuación dorada, actriz de drama especial        | Marriage Contract                         | Ganadora  |
| 2021 | 2021 MBC Drama Award      | Mejor actriz de reparto                                  | Oh My Ladylord                            | Nominada  |